# 罗迪戈
罗迪戈（義大利語：Rodigo），是意大利曼托瓦省的一个市镇。总面积41平方公里，人口5407人，人口密度131.9人/平方公里（2009年）。国家统计（ISTAT）代码为020051。

## 友好城市
- 德国Berg（英语：Berg, Baden-Württemberg） 2004年